# Aleksandr Tiganow
Aleksandr Siergiejewicz Tiganow (ros. Александр Сергеевич Тиганов; ur. 10 maja 1931 w Moskwie, zm. 4 marca 2019 tamże) – radziecki i rosyjski lekarz psychiatra, doktor nauk medycznych, profesor, członek rzeczywisty Rosyjskiej Akademii Nauk Medycznych, uhonorowy tytułem „Zasłużony Działacz Nauki Federacji Rosyjskiej” (2006).

## Prace
- А. С. Тиганов. Общая психопатология. – 2008
- Тиганов А. С. Творчество и психическое здоровье. – М.: Медицинское Информационное Агентство, 2016. – 120 с. + вкл. 16 с. – IBSN 978-5-9986-0266-5
- Handbook of Psychiatry. Ed. by A.S. Tiganov. T. 1. Moskwa: Medycyna, 1999. ISBN 5-225-02676-1. (ros.). Brak numerów stron w książce
- Руководство по психиатрии: В 2-х т. Т.2/А.С.Тиганов, А.В.Снежневский, Д.Д.Орловская и др.; Под ред. А.С.Тиганова. – М.: Медицина, 1999. – 784 с. ISBN 5-225-04394-1.